# 周壽昌 (道光進士)
周壽昌（1814年—1884年），字应甫，一字荇农，号友生，自庵等，湖南长沙人，清朝政治人物。

## 生平
嘉庆十九年（1814年）生。早年與堂兄周壽祺读书于城北听桔园，十八歲補县学生。道光二十四年（1844年）顺天乡试中舉，道光二十五年（1845年）進士，擢拔為侍读，充日讲起居注官。胡林翼常与周寿昌出入妓院。太平军进入湖南時，钦差大臣賽尙阿、總兵和春不敢戰，被壽昌上疏弹劾。光绪初年（1874年）任内阁学士。不久，以足疾辞官。專心著述。光绪十年（1884）病卒。著有《前汉书注校补》等。